# Oxyopes m-fasciatus
Oxyopes m-fasciatus là một loài nhện trong họ Oxyopidae.
Loài này thuộc chi Oxyopes. Oxyopes m-fasciatus được miêu tả năm 1938 bởi Piza.